# Rusudan (Vorname)
Rusudan (georgisch: რუსუდან) ist ein weiblicher Vorname.

## Herkunft und Bedeutung
Der Name wird zumeist im Georgischen verwendet und ist wahrscheinlich abgeleitet vom persischen روز (ruz), was Tag bedeutet.
Eine Variante ist Rusudani. Verkleinerungsformen sind Rusiko, Ruska und Rusa.

## Bekannte Namensträgerinnen
- Rusudan (1194–1245), von 1223 bis 1245 Königin von Georgien aus dem Geschlecht der Bagratiden
- Rusudan Goletiani (* 1980), georgisch-US-amerikanische Schachspielerin